# Trou Noir de Calcutta
 (février 2021).
Pour les articles homonymes, voir Trou noir (homonymie).

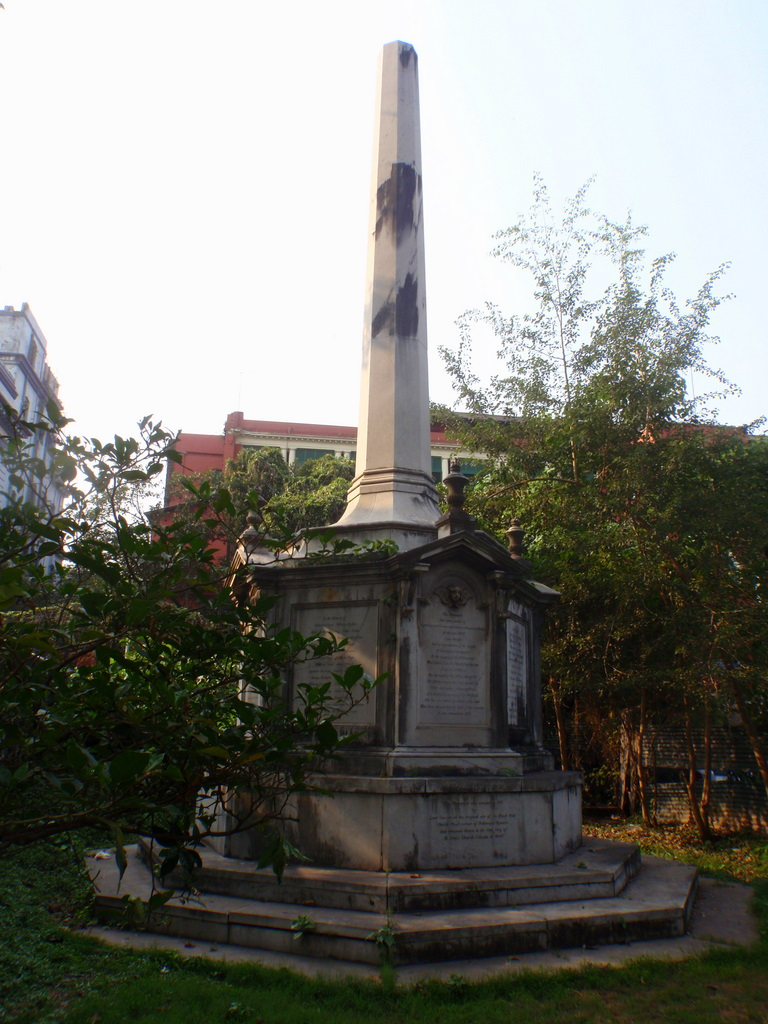
Mémorial du Trou Noir de Calcutta à l'église Saint-Jean de Calcutta.

Le Trou Noir de Calcutta est la salle des gardes du premier fort William à Calcutta, en Inde, où les troupes du nawab du Bengale Siradj al-Dawla avaient détenu des prisonniers de guerre britanniques après avoir capturé le fort le 19 juin 1756.
John Zephaniah Holwell affirma que des soldats britanniques et anglo-indiens et des civils y avaient été détenus après la chute du fort dans des conditions d'entassement telles que beaucoup étaient morts d'étouffement, d'écrasement ou encore du fait de la chaleur étouffante. Selon lui, 123 prisonniers sur 146 en étaient morts. Mais le doute règne sur le nombre des victimes, voire sur la réalité même de l'évènement, au point que certains historiens ont suggéré que l'incident avait été inventé de toutes pièces par Holwell pour noircir l'image de Siradj dans un but de propagande. Quoi qu'il en soit, l'incident servit ensuite de justification à la politique britannique en Inde.

## Présentation
En 1756, Siradj al-Dawla, le nawab du Bengale, ordonne aux Britanniques, alors en conflit avec les Français, de cesser de fortifier la ville conformément à leur accord. La ville est alors la principale possession de la Compagnie anglaise des Indes orientales (CAIO) en Inde. Cet ultimatum ayant été sans effet, il prend la ville le 20 juin et l'occupe avec la place forte de fort William. 146 soldats sont supposés alors avoir été emprisonnés sur ordre du nawab dans une petite salle sans aération du donjon du fort. Le matin suivant, lorsque les portes sont ouvertes, 123 sont morts d'étouffement. La totalité de l'histoire repose sur le témoignage d'un survivant, John Zephaniah Holwell (1711-1798) et devient la base de la représentation que se font les Britanniques des Indiens, des gens lâches et despotiques. Cet événement va être repris un nombre incalculable de fois dans des articles de journaux et des travaux historiques basés cependant sur le seul récit de Holwell.
En fait, il est difficilement imaginable que 146 soldats aient pu être enfermés dans un espace de 24 pieds sur 18, soit 8 mètres sur 6, et c'est maintenant une affaire entendue que Holwell a, au moins, grandement exagéré son aventure. Des historiens indiens ont montré que le nawab n'avait rien à voir avec cette affaire, si seulement elle possède un fond de vérité, ce que rien ne semble prouver au début du XXIe siècle, et que dans ce cas le nombre de soldats incarcérés ne pouvait dépasser 69, le nombre total de soldats de la garnison. 
Robert Clive, un lieutenant-colonel de la CAIO prend alors la tête d'une troupe stationnée à Madras, se rend au Bengale, défait les troupes conjointes du nawab et des Français à la bataille de Plassey et dépose Siradj al-Dawla pour le remplacer par son oncle Mir Jafar, un homme à la solde de la CAIO qui avait trahi son neveu sur le champ de bataille et qui obtient alors le pouvoir de lever des taxes sur les terres appartenant à l'Empire moghol et de commander les troupes mogholes. La CAIO passe subitement du statut d'entreprise commerciale en terre étrangère à celui de dirigeant de colonie, avec une mission civilisatrice implicite.
Pour les Britanniques, cet épisode était devenu toutefois une vérité historique qui justifiera toutes les exactions que la colonisation de l'Inde allait entraîner, et cela sur la foi des déclarations d'un seul homme.

### Source primaire
- John Zephaniah Holwell, A Genuine Narrative of the Deplorable Deaths of the English Gentlemen and others who were suffocated in the Black Hole, Londres, 1758.

### Sources secondaires
- Urs App, The Birth of Orientalism, Philadelphie, University of Pennsylvania Press, 2010  (ISBN 978-0-8122-4261-4) (contient un chapitre (pp. 297-362) sur Holwell).
- Jan Dalley, The Black Hole: Money, Myth and Empire, Londres, Penguin, 2007.
- Edward Bellamy, Cent Ans après, ou l'An 2000 et Looking Backward[Quoi ?][Quand ?].